# 마쓰다 패밀리아 아스티나

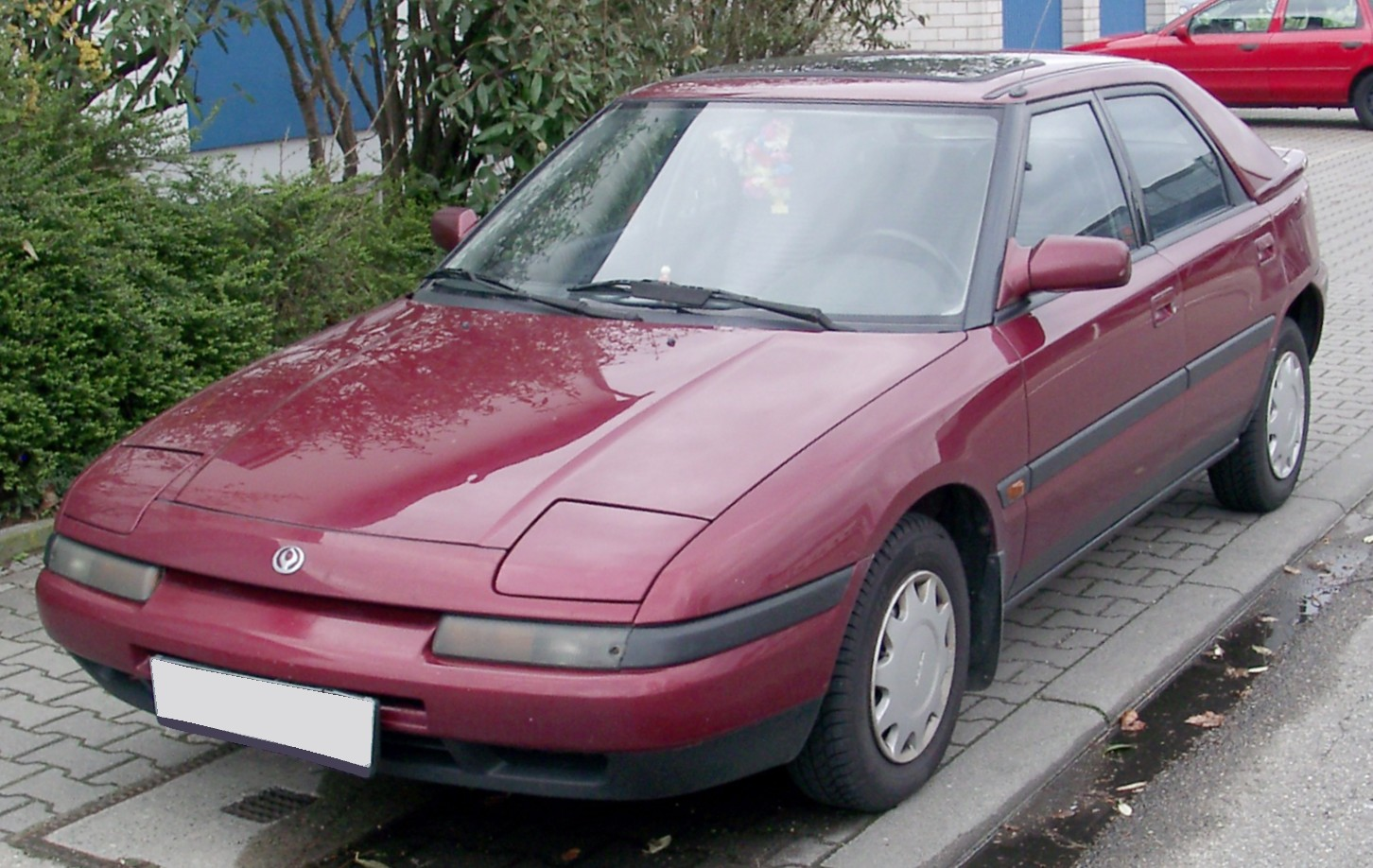
마쓰다 패밀리아 아스티나 정측면

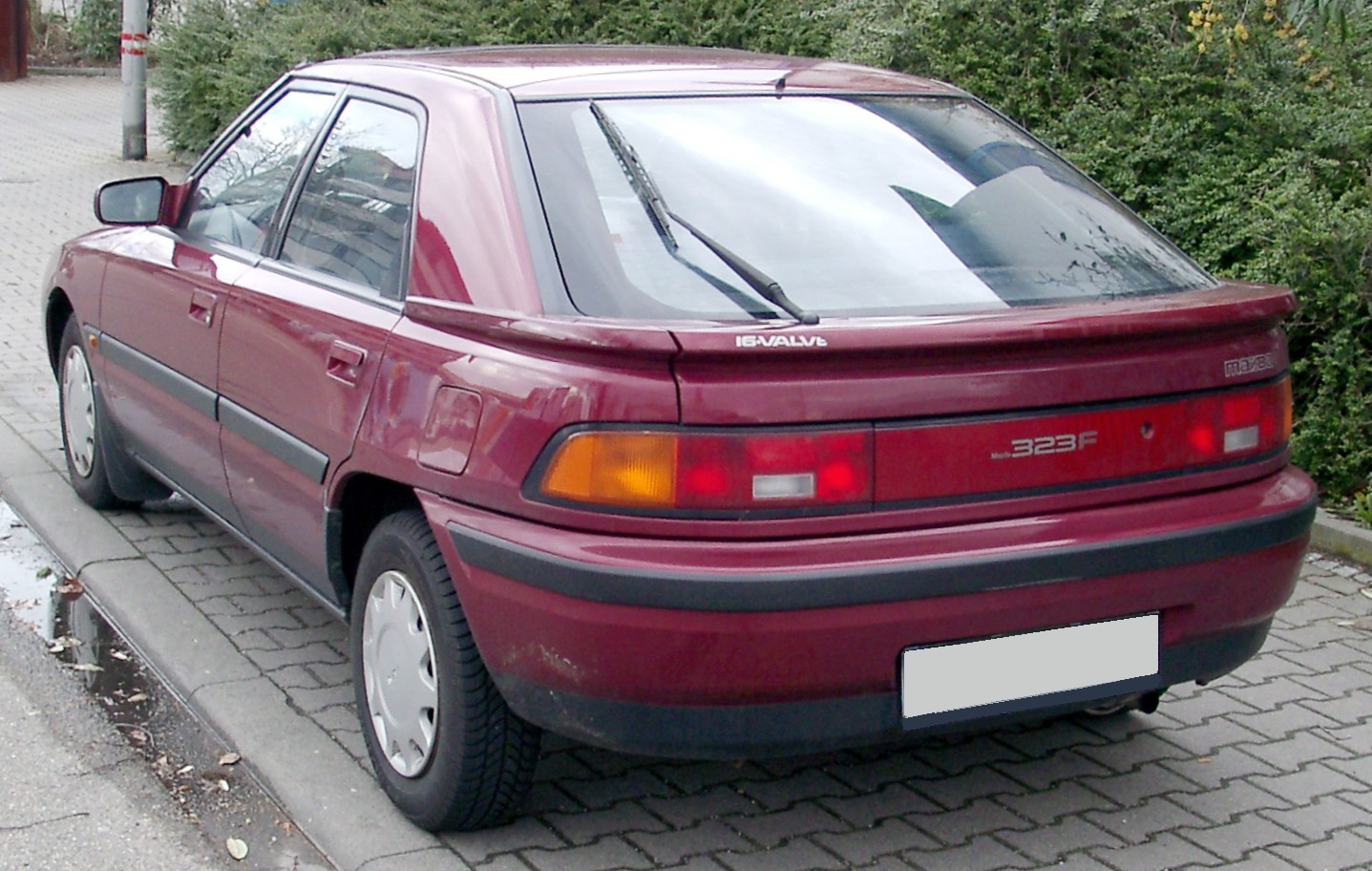
마쓰다 패밀리아 아스티나 후측면

마쓰다 패밀리아 아스티나(Mazda Familia Astina)는 일본의 마쓰다가 생산했던 승용차로, 7세대 패밀리아에서 독립한 5도어 해치백이다. 패밀리아와 성격이 다르나, 실질적으로는 패밀리아 중에서 5도어 해치백 계보를 이었다. 1989년부터 1994년까지 판매되었다. 패밀리아 시리즈 중에서는 스페셜리티 카의 성격이 짙으며, 외관도 스타일리쉬한 파생된 차이다. 마쓰다에서는 4도어 쿠페라고 지칭하기도 했었다. 이 급에서는 드물게 리트렉터블(개폐식) 헤드 램프를 채용하고 있는 것도 큰 특징이다.